# كريستيان إتش كوبر
كريستيان إتش كوبر (بالإنجليزية: Christian H. Cooper)‏ هو الرئيس السابق لتداول مشتقات سعر الفائدة في مجموعة جيفريز للخدمات المصرفية الاستثمارية، وكاتب يعيش في مدينة نيويورك. يظهر كثيرًا كمُعقِّب في جريدة وول ستريت جورنال، ووكالة الأنباء العالمية رويترز، وصحيفة فاينانشال تايمز، ووكالة الأنباء الدولية بلومبيرغ نيوز. ظهرت كتاباته في الصحيفة الإخبارية الدولية ذا ديبلومات، وصحيفة ذا هِل، ومجلة فورين أفيرز، والدورية العلمية نوتيلوس.
كوبر عضو في اجتماعات المائدة المستديرة للخدمات المالية -ما تقدمه مئة من أكبر شركات الخدمات المالية المتكاملة الأمريكية من خدمات- في مركز الدراسات الاستراتيجية والدولية الموجود في واشنطن والذي يرأسه حاليًا جون هامر.
يدير كوبر الخدمات المصرفية للشراكة العامة/الخاصة بين معهد آسبن ووزارة الخارجية الأمريكية والتي أُبرمت تحت اسم نيو بيجيننغ «بداية جديدة». يركز اهتمام هذه الشراكة على العمل مع البنوك المركزية للشركاء، والذين من ضمنهم: تركيا، وتونس، وليبيا، والجزائر، وباكستان، والمغرب، ومصر، والأراضي الفلسطينية في محاولة لتبادل أفضل الممارسات والمساعدة التنفيذية والعمل المنسق فيما بين البنوك المركزية وبعضها.

## الشراكة مع جون وايلي
في عام 2016، أعلن شركة النشر الأمريكية متعددة الجنسيات المعروفة باسم جون ويلي وأولاده عن شراكة مع كوبر لنشر برنامج يخدم الراغبين في الحصول على لقب مدير المخاطر المالية (إف آر إم)، عن طريق وضع مواد تؤهل لذلك على منصة تطلقها شركة وايلي، للحصول على هذا اللقب يجب على المرشحين إكمال اختبار شامل بنجاح يتكون من قسمين، هذا الاختبار -والمعترف به في أكثر من 90 دولة- مصمم لقياس قدرة مدير المخاطر المالية على إدارة المخاطر في بيئة عالمية. يعتمد البرنامج على منصة وايلي للتعلم التي تتسم بالكفاءة وعلى مواد كوبر لإدارة المخاطر المالية. بُنيت الشراكة على الرأي القائل بأن تعيين مدير المخاطر المالية سينمو بسرعة ليصبح أحد المسميات المالية الأولى للمحللين الماليين القانونيين. في عام 2018، أصدرت وايلي سلسلة كاملة من أعمال كوبر في مجال التمويل الكمي نُشرت في ستة مجلدات.

## الاتفاق مع جرافيتز فينشرز
في مارس 2018، أعلنت شركة جرافيتز فينشرز لأنظمة الفيديو حسب الطلب رعايتها لفيلم سيفين سبلنترز إن تايم «سبع شظايا في الوقت المناسب» (والذي عُرف قبلًا باسم أومفالوس «المحور أو السُّرة») وهو أول فيلم طويل لكوبر كمخرج تنفيذي. كان من المخطط طرح الفيلم في دور العرض في يوليو 2018. قُبل الفيلم في مهرجان سينيكويست السينمائي -مهرجان سينمائي مستقل سنوي يقام في مارس في سان خوسيه بولاية كاليفورنيا وريدوود سيتي بولاية كاليفورنيا- وفاز بجائزة الرؤى الجديدة. الفيلم بطولة إدواردو باليريني، جريج بينيك، أوستن بندلتون، وإيمانويل الشريكي.

## الأعمال المصرفية من أجل نيو بيغيننغ
الأعمال المصرفية من أجل بداية جديدة مبادرة تهدف إلى ربط البنوك المركزية في البلدان التي يستهدفها البرنامج بالمؤسسات المالية المماثلة في الولايات المتحدة وأوروبا، في محاولة لربط الاتصال وتوفير التدريب والمساعدة التشغيلية عند الطلب.
يعمل المشروع على تيسير تبادل المعلومات وأفضل الممارسات عندما يتعلق الأمر بدعم المشاريع الصغيرة والمتوسطة الحجم، وتطوير الطاقة المستدامة والآمنة، والنهوض بمباشرة الأعمال الحرة، ودعم تطوير البنية التحتية المحلية. من خلال التعاون الوثيق بين مسؤولي البنوك المركزية، والشركات المحلية، ونظرائهم الأمريكيين والأوروبيين، ستعمل الأعمال المصرفية في نيو بيغيننغ على تيسير الممارسات المصرفية المنسقة كوسيلة لخلق بيئات مواتية للأعمال التجارية على مستوى العالم.

## الاحتجاز من قبل المخابرات الإيرانية
أثناء إقامته في إيران، احتجز الحرس الثوري الإيراني كوبر لفترة وجيزة واستجوبه. في أكتوبر عام 2017، نشر مقالًا بعنوان «سوء فهم وسيارة بيجو مفقودة» عن هذه التجربة، وحدد طريقًا للمضي قدمًا بين الولايات المتحدة وإيران.

## النشأة
نشأ كوبر في روكوود بولاية تينيسي. كان تعليمه الابتدائي في مدرسة من فصل واحد في الكنيسة المحلية. ويعزو الفضل فيما وصل إليه إلى الحظ ورعاية المدرسين. في يناير 2019، نشر تطبيق بوكيت مقالًا لكوبر بعنوان «لما يشبه الفقر المرض»، والذي يستند جزئيًا إلى ما عاشه في روكوود، انتشر المقال وصُنِّف ضمن قسم القراءة المحفوظة «لأكثر المقالات حفظًا، وقراءة، والتي أُعيد نشرها على التطبيق».

## الببليوغرافيا

### المقالات
- كوبر، كريستيان إتش «لما يشبه الفقر المرض» نوتلس.
- كوبر، كريستيان إتش (الثامن من سبتمبر عام 2014) «ماذا لو طُبقت ضريبة ثابتة على الدخل الوارد إلى الوطن» ذا هِل.
- كوبر، كريستيان إتش (الحادي والثلاثون من أغسطس عام 2014) «صفقة فاوست مع الشيطان بانتظارنا في العراق» مجلة سيسرو.
- كوبر، كريستيان إتش «إنقاذ الاقتصاد الأفغانستاني: نموذج عام 1818» ذا ديبلومات.
- كوبر، كريستيان إتش (العشرين من يونيو عام 2013) «تشكل الاستحقاقات غير المنصلحة أكبر تهديد أمني» ذا هِل.
- كوبر، كريستيان إتش «خطة جديدة لأفغانستان جديدة» ذا ديبلومات.

### أفلام
- إن تايم «سبع شظايا في الوقت المناسب» (2018)، كريستيان كوبر (المنتج المنفذ)، غابرييل جوديت وينشل (المخرج)، فاز في مهرجان سينيكويست السينمائي بجائزة الرؤى الجديدة.

### سلسلة كتب في مجال التمويل الكمي 2019
- دليل وايلي لدراسة مدير المخاطر المالية 2019: الجزء الأول المجلد الأول. جون وايلي وأبناؤه صفحة 166.
- دليل وايلي لدراسة مدير المخاطر المالية 2019: الجزء الأول المجلد الثاني. جون وايلي وأبناؤه صفحة 286.
- أسئلة وايلي لمراجعة اختبار مدير المخاطر المالية: الجزء الأول المجلد الثاني. جون وايلي وأبناؤه صفحة 355.
- دليل وايلي الدراسي لعام 2019: الجزء الثاني، المجلد الأول. جون وايلي وأبناؤه، 2019 صفحة 224.
- دليل وايلي الدراسي لعام 2019: الجزء الثاني المجلد الثاني. جون وايلي وأبناؤه، 2019 صفحة 250.
- وايلي أسئلة للتدرب الجزء الثاني من اختبار مدير المخاطر المالية. جون وايلي وأبناؤه الصفحة 447.

## عضويات
- عضو سابق في مجلس العلاقات الخارجية
- عضو في في مركز الدراسات الاستراتيجية والدولية
- عضو في جمعية زملاء معهد آسبن
- زميل مشروع ترومان للأمن الوطني
- عضو في معهد تشاتام هاوس